# Angie Dickinson
Angeline Dickinson (de soltera Brown; Kulm (Dakota del Nord), 30 de setembre de 1931) és una actriu estatunidenca. Va començar la seva carrera a la televisió durant els anys 1950, abans d'obtenir el paper que la va llançar a la fama, a Gun the Man Down (1956) amb James Arness i el western Rio Bravo (1959), pel qual va rebre el Globus d'Or a la nova estrella de l'any.
Al llarg d'una carrera de sis dècades, Dickinson ha aparegut en més de 50 pel·lícules, entre les quals hi ha China Gate (1957), Ocean's 11 (1960), The Sins of Rachel Cade (1961), Jessica (1962), Captain Newman, M.D. (1963), The Killers (1964), The Art of Love (1965), The Chase (1966), Point Blank (1967), Pretty Maids All in a Row (1971), The Outside Man (1972), i Big bad mama (1974).
Entre 1974 i 1978, Dickinson va protagonitzar la sèrie de l'NBC Police Woman amb el paper de sergent "Pepper" Anderson, pel qual va obtenir el Globus d'Or a la millor actriu en sèrie de televisió dramàtica i tres nominacions al Primetime Emmy a la millor actriu en sèrie dramàtica. Va protagonitzar el thriller eròtic Dressed to kill de Brian De Palma (1980), pel qual va rebre el premi Saturn a la millor actriu.
Cap al final de la seva carrera, Dickinson va protagonitzar unes quantes pel·lícules per a la televisió i minisèries, fent també d'actriu secundària en pel·lícules com Even Cowgirls Get the Blues (1994), Sabrina (1995), Pay It Forward (2000), i Big Bad Love (2001).